# Scionzier
Scionzier är en kommun i departementet Haute-Savoie i regionen Auvergne-Rhône-Alpes i sydöstra Frankrike. Kommunen ligger i kantonen Scionzier som tillhör arrondissementet Bonneville. År 2022 hade Scionzier 9 074 invånare.

## Befolkningsutveckling
Antalet invånare i kommunen Scionzier
| Referens: INSEE |